# Сборная Дании по мини-футболу
Национальная сборная Дании по мини-футболу представляет Данию на международных соревнованиях по мини-футболу.

## Участие в турнирах
По приглашению ФИФА Футбольная ассоциация Дании в 1989 году сформировала и направила команду на первый чемпионат мира по мини-футболу, который состоялся в Нидерландах. Тренером этой команды был назначен Ричард Меллер Нильсен. После стартового поражения от хозяев Нидерландов и ничьей с Парагваем, сборная Дании одержала победу над Алжиром, но, заняв лишь 3-е место в группе, в плей-офф не вышла.
В дальнейшем, лишь только в 2012 году у Дании вновь появилась национальная команда по мини-футболу, которая представляет эту страну на международной арене.

## Турнирные достижения

### Чемпионат мира по мини-футболу
- 1989 - 1-й раунд, 3 игры, 1 победа, 1 ничья, 1 поражение, голов 12-10
- 1992 — 2012 — не участвовала
- 2016 — 2024 — не квалифицировалась

### Чемпионат Европы по мини-футболу
- С 1996 по 2012 — не участвовала
- С 2014 — 2022 — не квалифицировалась